# Clayton Rawson
Clayton Rawson (Elyria, 15 agosto 1906 – Mamaroneck, 1º marzo 1971) è stato uno scrittore, direttore editoriale e prestigiatore amatoriale statunitense, autore di alcuni romanzi gialli.

## Biografia
Figlio di Clarence D. e Clara (Smith) Rawson, diventa prestigiatore all'età di otto anni. Sposa Catherine Stone nel 1929, lo stesso anno in cui si laurea presso l'Ohio State University. La coppia avrà quattro figli. 

Il suo primo romanzo, Death from a Top Hat (in italiano Morte dal cappello a cilindro), viene pubblicato nel 1938.

È uno dei quattro membri fondatori della Mystery Writers of America, che assegna l'annuale Edgar Award per i generi giallo, horror e thriller. Ha scritto tutti i suoi libri prima di diventare fondatore del gruppo,ma, nel 1949 e nel 1967, Rawson riceve lo Special Edgar Awards per i suoi vari contributi alla scrittura del mistero e il MWA, inclusa l'istituzione della prima newsletter dell'organizzazione, "The Third Degree". A lui viene riconosciuto il merito di aver ideato il primo slogan della fondazione: "Crime Does Not Pay -- Enough" (in italiano: "Il crimine non paga... abbastanza")

Rawson diventa direttore editoriale della Mystery Magazine di Ellery Queen tra il 1963 e la sua morte nel 1971.

Rawson compare come personaggio nel racconto La 51a stanza sigillata di Robert Arthur Jr..

## Opere
Nei suoi quattro libri emerge frequentemente la sua estesa conoscenza della magia, che caratterizzerà il detective The Great Merlini, un mago professionista che gestisce un negozio di articoli di magia. Scrisse anche quattro racconti brevi nel 1940 riguardanti un mago da palcoscenico chiamato Don Diavolo, che appare anche come protagonista in uno dei romanzi de The Great Merlini. "Don Diavolo è un mago che perfeziona i suoi trucchi in un seminterrato al Greenwich Village, dove lo viene spesso a trovare il tormentato Ispettore Church della Omicidi, o per arrestare Don per un crimine impossibile o per chiedergli aiuto." 

### Libri
- Morte dal cappello a cilindro, 1938, titolo originale Death from a Top Hat
- Le impronte sul soffitto, 1939, titolo originale The Footprints on the Ceiling
- Muori, muori 1940, titolo originale The Headless Lady
- L'assassino invisibile, 1942, titolo originale No Coffin for the Corpse

### Racconti brevi
non pubblicati in Italia
- Death Out of Thin Air 1941 con lo pseudonimo di Stuart Towne
- Death from Nowhere 1943 con lo pseudonimo di Stuart Towne
- Pictures Don't Lie 1950
- The Great Merlini 1979 antologia che raccoglie le storie con protagonista il Grande Merlini pubblicate su rivista :
  - The Clue of the Tattooed Man
  - The Clue of the Broken Legs
  - The Clue of the Missing Motive
  - From Another World (tradotto in italiano con il titolo Da un altro mondo)[5]
  - Off the Face of the Earth (tradotto in italiano con il titolo Il Mago Merlini e l'extraterrestre)[6]
  - Merlini and the Lie Detector
  - Merlini and the Vanished Diamonds
  - Merlini and the Sound Effects Murder
  - Nothing is Impossible (tradotto in italiano con il titolo Gli uomini che vengono dalle stelle)[7]
  - Miracles - All in the Day's Work (tradotto in italiano con il titolo Gioco di prestigio)[8]
  - Merlini and the Photographic Clue
  - The World's Smallest Locked Room

### Altri testi
non pubblicati in Italia
- Scarne on Dice 1945 scritto insieme a John Scarne
- Al Baker's Pet Secrets 1951 scritto insieme ad Albert Baker
- How to Entertain Children with Magic You Can Do 1963 con lo pseudonimo di The Great Merlini
- The Golden Book of Magic: Amazing Tricks for Young Magicians 1964 con lo pseudonimo di The Great Merlini

## Filmografia

### Cinema
- Miracles for Sale 1939. Basato su Morte da un cappello a cilindro, ma non c'è nessun personaggio del libro. Robert Young interpretò "The Great Morgan".[9]
- The Man Who Wouldn't Die 1942. Basato su L'assassino invisibile ed interpretato da Lloyd Nolan. Anche in questo caso, il film ha come protagonista non Merlini, ma Michael Shayne, personaggio popolare a quei tempi, creato da Brett Halliday.[10]

### Televisione
- The Transparent Man, 1951. Episodio pilota di 30 minuti scritto da Rawson ed interpretato da Jerome Thor, nei panni di The Great Merlini, Barbara Cook in quelli della sua assistente sul palcoscenico e E.G. Marshall in quelli di un criminale. La serie non ebbe seguito.[11]